# Svatopluk Žáček
Svatopluk Žáček, (* 1. listopadu 1954 Ústí nad Labem, Československo) je bývalý československý a český rohovník/boxer, bronzový medailista z mistrovství Evropy v roce 1977.

## Sportovní kariéra
Vyrůstal v Brné nedaleko Ústí nad Labem. S boxem začal ve 13 letech. Je odchovancem Rudé hvězdy (Sportovní klub policie) Ústí nad Labem. Boxoval z obráceného gardu (pravá noha vepředu a levá vzadu). V roce 1976 i přes kvalitní přípravu nebyl nominován na olympijské hry v Montréalu. V roce 1977 mu přál los na mistrovství Evropy v Halle, kde vybojoval 3. místo. Od roku 1978 vypadl z užšího výběru reprezentace. Boxu se aktivně věnoval do svých 28 let.
Po skončení sportovní kariéry působil jako trenér. Do roku 2008 vedl českou boxerskou reprezentaci. Jeho největším úspěchem jako reprezentačního trenéra je stříbrná olympijská medaile Rudolfa Kraje a dvě bronzové medaile z mistrovství světa Lukáše Konečného.

## Výsledky
| Olympijské hry     |     |   | — |    |
| Mistrovství světa  | —   |   |   |    |
| Mistrovství Evropy |     | — |   | 3. |
| ME juniorů         | úč. |   |   |    |